# Афродита в античной скульптуре

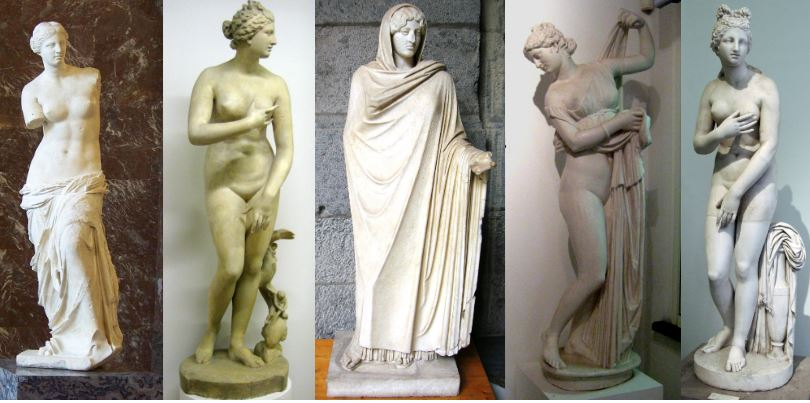

Афродита (Венера) в античной скульптуре имеет крайне развитую иконографию, которая сильно повлияла на изобразительное искусство последующих веков. Существует несколько основных типов статуй Афродиты, происходящих от знаменитых статуй, которые многократно повторяли скульпторы римской и неоаттической школ. В основном статуи-оригиналы не сохранились, они известны по копиям и репликам, которые обычно носят прозвание оригинала или раннего повторения данного типа.

## Иконографические типы
- Венера Стыдливая (Venus Pudica)
- Афродита Анадиомена (Рождение Афродиты)
- Афродита, снимающая сандалию

## Утраченные статуи
Известны только по упоминаниям в письменных источниках, либо дошли во многочисленных копиях (без главного исходника-образца, найденного в новое время).
| Илл. | Название                                                                       | Время                          | Автор              | Участь                    | Описание |
| ---- | ------------------------------------------------------------------------------ | ------------------------------ | ------------------ | ------------------------- | --- |
|      | Афродита Книдская                                                              | 350—330 гг. до н. э.           | Пракситель         | погибла в Константинополе | Одна из наиболее знаменитых работ Праксителя, самое прославленное изображение этой богини во времена античности. Считается, что Афродита Книдская стала первым скульптурным изображением нагого женского тела в древнегреческом искусстве. Для неё по легенде позировала гетера Фрина. Статуя не сохранилась, существуют повторения и копии. |
|      | Афродита Косская                                                               |                                | Пракситель         | неизвестно                | История гласит, что по заказу жителей Коса была создана Афродита Книдская, но испугавшиеся слишком вольного решения скульптора заказчики попросили сделать им более целомудренный вариант. На Кос отправилась Афродита Косская, а на Книд — Афродита Книдская.                                                                               |
|      | Афродита в садах отождествляется с Венерой Прародительницей                    |                                |                    |                           | |
|      | Афродита Сосандра                                                              | Ок. 460 г. до н. э.            | Каламид            |                           | Одетая фигура Афродиты Сосандры («Спасительницы мужей»), выполненная скульптором строгого стиля Каламидом по заказу знатного афинянина Каллия. Находилась, по свидетельству Павсания, на подступах к афинскому Акрополю, недалеко от Пропилей. Известно более двадцати пяти её позднейших повторений.                                        |
|      | Венера на корточках (Присевшая Афродита, Афродита Дойдалса, Купающаяся Венера) | 2-я половина III века до н. э. | Дойдалс из Вифинии |                           | Сохранилась во множестве реплик различной сохранности, лучшие из которых представлены в Ватикане, Неаполе, галерее Уффици во Флоренции, Палаццо Массимо в Риме. Иногда дополняется различными фигурами — маленьким Эротом, дельфином. |

## Сохранившиеся статуи
| Илл. | Название                                  | Регион / Стиль | Автор                                                        | Дата (оригинал) | Дата, музей (сохр. экспонат)                                                             | Примечание |
| ---- | ----------------------------------------- | -------------- | ------------------------------------------------------------ | --- | ---------------------------------------------------------------------------------------- | --- |
|      | Афродита, Пан и Эрос                      | Делос          |                                                              | Ок. 100 года до н. э. | Национальный археологический музей Афин                                                  | |
|      | Афродита Афродисиаса                      |                |                                                              | |                                                                                          | |
|      | Венера Арлезианская                       |                |                                                              | I век до н. э. | Оригинал: Лувр                                                                           | Была найдена в 1651 году на развалинах античного театра Арля (Франция) в виде трёх разрозненных фрагментов. Возможно, является копией Афродиты из Феспии работы Праксителя. |
|      | Венера Барберини (en)                     | Древний Рим    |                                                              | эпоха Адриана | частная коллекция, продана на Christie’s, 2002                                           | |
|      | Венера Боргезе                            |                | II век                                                       | | Лувр                                                                                     | Тип Венеры Капитолийской. |
|      | Афродита Брацца (Афродита на черепахе)    |                |                                                              | | Берлин, Античное собрание                                                                | Возможно, следует Афродите Урании, созданной Фидием. |
|      | Венера Каллипига                          |                |                                                              | Оригинал ок. 225 года до н. э.                                                                                            | Хранится в Национальном археологическом музее Неаполя с 1802 г, дар папы Бенедикта XVII. | |
|      | Венера Капитолийская                      |                |                                                              | II век до н. э. | Капитолийские музеи                                                                      | Тип Venus Pudica. Статую нашли в Риме, на Виминальском холме в 1670-х годах. |
|      | Венера Кампо Иемени                       |                |                                                              | | Британский музей                                                                         | Тип Капитолийской Венеры. Найдена в 1792 году. |
|      | Венера Капуанская                         |                |                                                              | Считается, что эта статуя может быть копией произведения Лисиппа. 330—320 гг. до н. э.                                    | Археологический музей, Неаполь                                                           | Одной ногой богиня опирается на шлем, что, видимо, должно выразить идею о её победоносном могуществе — идею о том, что против её власти ничто не может устоять (Афродита-Никифорос, то есть Победительница). В руке, предположительно, она держала полированный щит, в который смотрелась, как в зеркало — типичное для женщины использование смертоубийственного оружия. |
|      | Афродита Керченская                       |                |                                                              | |                                                                                          | |
|      | Венера Киренская                          |                |                                                              | Ок. 310 года до н. э. | Ливия (?)                                                                                | Найденная на территории Северной Африки, представляет собой богиню, выходящую из воды и выжимающую волосы, так, как она была изображена на прославленной картине Апеллеса — Афродита Анадиомена (Выходящая из воды). Множество утрат. |
|      | Венера Колонна (Colonna Cnidia)           |                |                                                              | | Ватиканские музеи                                                                        | Тип Афродиты Книдской |
|      | Венера Лели                               |                |                                                              | | Британский музей                                                                         | Копия Венеры на корточках |
|      | Крылатая Виктория из Брешии               |                | 1 век н. э.                                                  | | Брешиа, Городской музей Санта-Джулия                                                     | Бронзовый подлинник сохранился |
|      | Венера Мазарини                           |                |                                                              | I век н. э. | Музей Гетти                                                                              | Богиню сопровождает дельфин, один из её атрибутов, существо, которое помогло ей выйти из бездн моря. Относящаяся примерно к 100—200 гг. н. э. эта римская копия была найдена на территории Рима около 1509 года (спорно). Точно так же спорен тот факт, что когда-то эта скульптура принадлежала знаменитому кардиналу Мазарини, что не помешало ей получить подобное прозвание. Выделяется, пожалуй, тем что она — одна из немногих, обладающих именем и находящихся на территории США.                                                                            |
|      | Венера Медичи (Венера Медицейская)        |                | Римская копия с оригинала Клеомена I века до н. э.           | I век до н. э. | Уффици                                                                                   | Тип Venus Pudica. Была раскопана в 1677 году на портике Октавиана в Риме в виде 11 фрагментов. |
|      | Афродита Менофанта                        |                | Менофант. Имя скульптора написано на постаменте (Μηνόφαντοc) | I век до н. э. |                                                                                          | Палаццо Массимо алле Терме |
|      | Венера Милосская                          |                | Александр Антиохийский (?)                                   | Около 130—100 гг. до н. э.                                                                                                | Лувр                                                                                     | Была найдена в 1820 году на Милосе |
|      | Отдыхающая Афродита                       |                |                                                              | V век |                                                                                          | |
|      | Венера Прародительница (Venus Genetrix)   |                |                                                              | Римская реплика II века н. э. с древнегреческого бронзового оригинала 420—410 гг. до н. э. афинского скульптора Каллимаха | Лувр                                                                                     | Представляет собой стоящую богиню, слегка склонившую голову и изящным движением правой руки примеряющая ионийский хитон (покрывало); в левой руке она держит яблоко, дар Париса. Иконография восходит к древнегреческой статуе «Афродиты в садах». Тонкая моделировка складок хитона подчёркивает пластику тела. Богиня выступает здесь как прародительница правящего рода Юлиев. Именно ей Гай Юлий Цезарь поставил храм и посвятил культовую статую на Форуме Цезаря в Риме.                                                                                      |
|      | Афродита Родосская                        |                |                                                              | | Археологический музей, Родос                                                             | Модификация Венеры на корточках |
|      | Афродита Сиракузская (Венера Сиракузская) |                |                                                              | |                                                                                          | Статуя, представляющая богиню, выходящую из воды (Анадиомена), хранится в Сиракузском Археологическом музее. Венеру сопровождает дельфин, а складки одежд подобны раковине. Иногда статую также называют Venus Landolina по имени обнаружившего её в развалинах сицилийского нимфея археолога Saverio Landolina. II век н. э. |
|      | Aphrodite Sinuessa                        |                |                                                              | IV век до н. э. | Неаполь, Национальный музей                                                              | Найдена в 1911 году в местечке Мондрагоне (античный город Синуэсса) при возделывании виноградника. |
|      | Венера Счастливая (Venus Felix)           |                |                                                              | II век н. э. | Музей Пио-Клементино, Ватикан                                                            | Эпитет Felix богиня Венера приобрела в Риме, как покровительница Суллы, считавшего, что эта богиня приносит ему удачу, и принявшего прозвище «Эпафродит». |
|      | Венера Таврическая                        |                |                                                              | III—II вв. до н. э. | Эрмитаж                                                                                  | Статуя, найденная в окрестностях Рима в 1719 году без рук и с отбитой головой. Отреставрирована в Риме [Франческо Модератти, а ранее Пьеро Легри]. Приобретена Петром I, экспонируется в Эрмитаже и представляет собой произведение римской либо неоаттической школы, переработанный тип Афродиты Книдской. Датировка статуи спорна (от III в. до н. э. до II в. н. э.). Название «Таврическая» происходит от того, что статуя после перемены многих мест и до поступления в здание Нового Эрмитажа в Санкт-Петербурге находилась на хранении в Таврическом дворце. |
|      | Венера Эсквилинская (Venere Esquilina))   |                |                                                              | I век до н. э. | Капитолийские музеи (Чентрале Монтемартини)                                              | Статуя эллинистического периода (I век до н. э.), изображающая юную богиню перед купанием (по одной из версий изображает жрицу богини Исиды). Руки скульптуры утрачены, возможно она ими подвязывала волосы. Была найдена при раскопках на Эсквилинском холме в Риме в 1874 году и с того времени находится в Капитолийских музеях (с 1997 года в музее Чентрале Монтемартини). Близкая реплика (торс) находится в парижском Лувре. |
|      | Венера Хвощинского                        |                |                                                              | | ГМИИ им. Пушкина                                                                         | Вторая из находящихся в России Венер также восходит к праксителевской Афродите Книдской. Своё прозвание она получила по имени приобретшего её собирателя. |